# José Pont y Gol
José Pont y Gol (* 9. April 1907 in Bellpuig, Spanien; † 4. Oktober 1995) war Erzbischof von Tarragona.

## Leben
José Pont y Gol empfing am 22. März 1931 die Priesterweihe. 1951 wurde er durch Papst Pius XII. zum Bischof des Bistums Segorbe ernannt. Die Bischofsweihe am 30. November 1951 spendete ihm der Bischof von Solsona und spätere Kardinal Vicente Enrique y Tarancón; Mitkonsekratoren waren der Bischof von Lérida, Aurelio del Pino Gómez, und der Bischof von Urgell, Ramon Iglésias Navarri. 1970 wurde er durch Papst Paul VI. zum Erzbischof von Tarragona ernannt. Seinem altersbedingten Ruhestandsgesuch wurde 1983 durch Papst Johannes Paul II. stattgegeben.